# 花腹鯖
花腹鯖，又稱澳洲鯖，俗名花輝、青輝，是輻鰭魚綱鱸形目鯖亞目鯖科的其中一種。

## 分布
本魚分布於全球溫帶及亞熱帶海域。

## 深度
水深0至200公尺。

## 特徵
本魚體呈紡錘型，橫切面近圓形，腹部有呈麻狀散布之淡灰色斑紋，體側正中線有一列明顯的斑點，背部青綠色；第一背鰭10至12棘，背鰭概有離鰭，臀鰭第一棘強壯，體背側藍黑色，具深藍色不規則之斑紋，腹部銀白，背鰭硬棘10至13枚；背鰭軟條12枚；臀鰭硬棘0枚；臀鰭軟條12枚，脊椎骨31個，體長可達44公分。

## 生態
本魚屬於沿岸表層性的洄游性魚類，常一大群出現，屬於肉食性，以小魚和甲殼類為食。

## 經濟利用
為高經濟價值的食用魚，也是遊釣魚，適合各種烹煮方式食用。